# Prionacalus simonsi
Prionacalus simonsi là một loài bọ cánh cứng thuộc họ Xén tóc.